# Tomar (fromage)
Pour les articles homonymes, voir Tomar (homonymie).

Le Tomar (en portugais : Queijo de Tomar) est un fromage au lait mixte fabriquée à Tomar. Petit (entre 20 g et 30 g), il est souvent consommé avec un soupçon d'huile d'olive.